# Michael Autengruber

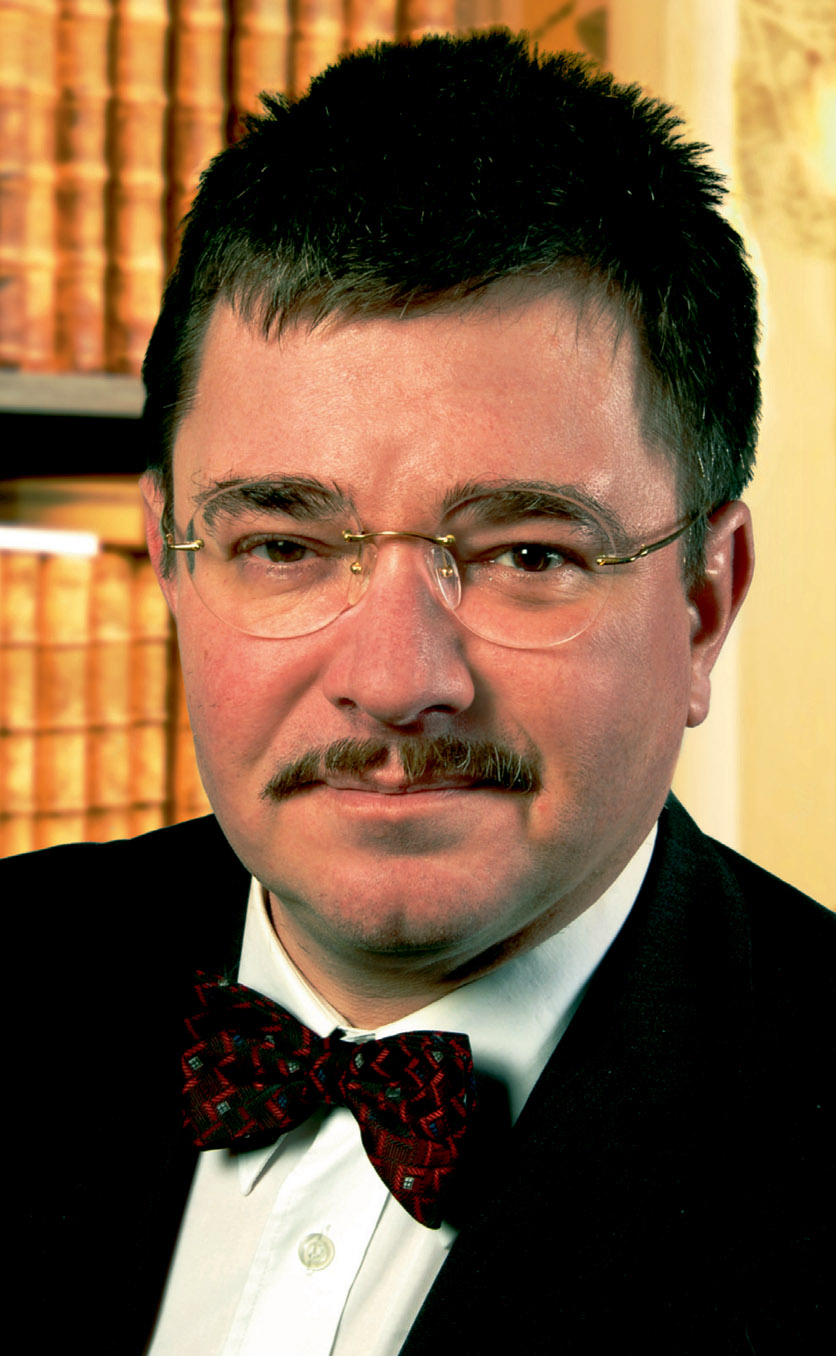
Michael Autengruber

Michael Autengruber (* 29. Januar 1961 in Konstanz) ist ein deutscher Phaleristiker, Historiker und Theologe. Er lebt als Buchhändler und Verleger in Konstanz.

## Leben
Nach dem Abitur am Ellenrieder-Gymnasium Konstanz wurde Autengruber Priesteramtskandidat in Freiburg im Breisgau und Rom. An der Albert-Ludwigs-Universität und der Gregoriana studierte er ab 1980 Katholische Theologie mit den Schwerpunkten Kirchengeschichte und Antike. 1987 bestand er die Theologische Hauptprüfung und die Diplomprüfung. Danach durchlief er bei der Deutschen Bank in Freiburg eine zweijährige Ausbildung zum Bankkaufmann. Als solcher war er von 1989 bis 2002 in Freiburg, Offenburg und Frankfurt am Main mit Kredit und Außenhandel befasst.
Im Nebenberuf war er seit 1983 Fachhändler von Orden und Ehrenzeichen sowie Fachbuchhändler und Antiquar für phaleristische Fachliteratur. 2002 machte er daraus seinen Beruf. Seit 1986 ist er phaleristischer Sachverständiger für deutsche und ausländische Auktionshäuser (Numismatik, Kunst und Antiquitäten) Museen, Strafverfolgungsbehörden,  Justizbehörden und Versicherer und seit 1994 auch Auktionator. 1996 gründete er in Offenbach am Main einen Verlag für phaleristische und heimatkundliche Fachliteratur. 2002 kehrte er in seine Heimatstadt zurück. Seit 2008 sitzt er im Vorstand der Gesellschaft der Freunde des Rosgartenmuseums.
Neben den Muttersprachen Deutsch, Bodenseealemannisch und Schweizerdeutsch spricht oder liest er dreizehn Sprachen. Er engagiert sich in vielen kirchlichen, historischen, gesundheitlichen, zoologischen, ökologischen, musealen und lokalen Vereinen.

## Ehrungen
- Verdienstmedaille in Bronze des Bundes Deutscher Ordenssammler e. V. (BDOS)
- Ehrenzeichen in Bronze der Ordenshistorisk Selskab (2006)
- Verdienstmedaille in Silber der Deutschen Gesellschaft für Ordenskunde (2008)
- Verdienstmedaille in Gold der Deutschen Gesellschaft für Ordenskunde (2012)

## Schriften

### Phaleristik

#### Bücher
- mit Klaus H. Feder: Bayern und Malta. Das Großpriorat Bayern der Bayerischen Zunge des Souveränen Malteser Ritterordens und seine Insignien (1782–1808). Brannenburg und Konstanz 2002. ISBN 978-3-936529-00-5.
- Zeichen der Anerkennung und des Dankes. Die Verdienst- und Ritterorden des Heiligen Stuhls und der Bundesrepublik Deutschland. Stuttgart 2012. ISBN 978-3-937064-20-8. 2. vollkommen überarbeitete Auflage 2013. ISBN 978-3-937064-20-8.

#### Publikationen (Auswahl)
- Die wechselvolle Geschichte des Päpstlichen Christusordens. 1988.
- Der indirekte Einfluß des Deutschen Ordens auf die Entstehung des Eisernen Kreuzes. in: Jörg Nimmergut: Das Eiserne Kreuz 1813–1939. Edition Deutsches Ordensmuseum. Band 3. München 1990. S. 22–31.[4]
- Die Orden der Republik Griechenland. 1991.
- Die Orden und Ehrenzeichen der Republik San Marino. 1993.
- Deutschland (Stadt Aachen): Karlspreis. In: Gustav Andreas Tammann, Engelbert Hommel (Hrsg.): Die Orden und Ehrenzeichen Konrad Adenauers. Bad-Honnef-Rhöndorf 1999. S. 66–68.[5]
- Mit Engelbert Hommel: Heiliger Stuhl: Orden vom Goldenen Sporn oder Goldene Miliz. In: Gustav Andreas Tammann, Engelbert Hommel (Hrsg.): Die Orden und Ehrenzeichen Konrad Adenauers. 1999.
- Präventivmaßnahmen zur Sicherheit von Sammlungen. 2006. in: Orden und Ehrenzeichen. Das Magazin für Freunde der Phaleristik. Hrsg. Deutsche Gesellschaft für Ordenskunde e.V. München. Heft 41. S. 54[6]
- Der Ordensinsignien-Nachlaß von Ignaz Heinrich Freiherr von Wessenberg (1777–1860). Konstanz 2007.[7]
- Die Dekoration des „Ersten Erblichen Ritters“ des Heiligen Römischen Reiches Deutscher Nation. Konstanz 2007.[7]
- Reorganisation des japanischen Auszeichnungswesens. 2007.
- Das Kapitelskreuz des Chorherrenstiftes Beromünster. Eine Dokumentation. Konstanz 2007.[8]
- Ein seltener indischer Fürstenorden. 2008.
- Ein interessanter Ernestiner. 2008.
- Diebstahl im Schloß. Der Seraphimorden Graf Johann-Casimirs zu Ysenburg-Birstein (1715–1759). 2008.
- Ordres et décorations de la Roumanie. 2009.
- in Zusammenarbeit mit Anne de Chefdebien und Laurence Wodey: Les Ordres et Décorations de l’Empereur Napoléon III, son épouse l’Impératrice Eugénie et de leur fils le Prince Impérial Napoléon Louis. 2010.
- „Für Militärische Tugend“ Zwei bedeutende Objekte der polnischen Geschichte. 2011.
- Nischan al Iftikhar – Der Orden des Ruhms des Beys von Tunis. 2011.
- Ein bisher unbekanntes Domherrenkreuz. 2011.
- Wie ein „Haufen“ Orden seine Identität zurück erhielt. 2011.
- „Beschämt sei, wer schlecht darüber denkt!“ – Der englische Hosenbandorden. 2011.
- Косвенное влияние Немецкого ордена на возникновение Железного Креста. 2011.
- Mit Laurence Wodey: Histoire du »butin de Blücher« in: Jean Tulard (Hrsg.): La berline de Napoléon. Le mystère du butin de Waterloo. Paris 2012.
- Eine „Episode“ südamerikanischer Kriegsgeschichte: Die Medaille für den Feldzug in Uruguay 1851/52 für das kaiserlich brasilianische Heer. 2012.
- „... In Anbetracht des hervorragenden Verhaltens ...“ Der „Pour le mérite“-Träger Max Zunehmer (1865–1945). 2013.
- „Honneur et Patrie“ und „Meine Hoffnung in Gott“ Zur Vorbildfunktion der Ehrenlegion für die Stiftung des Eisernen Kreuzes. 2013.
- Mit Klaus H. Feder: ... zuletzt das Verwundetenabzeichen – Generalleutnant William Balck (1858–1924) im Spiegel seiner Auszeichnungen. 2013.
- Mit Klaus H. Feder: Brillanten für den General. General der Panzertruppe Hermann Balck (1893–1982). 2013.
- 200 Jahre Eisernes Kreuz. Von den Befreiungskriegen bis zur Bundeswehr. 2013.
- Ehrenvolles Eisen – Auszeichnungen des Ersten Weltkriegs in Baden. (In: ISBN 978-3-929768-31-2)
- Abgrenzung der Begriffe des thematischen Bereichs „Original-Kopie“ – Ein Beitrag zur theoretischen Phaleristik. (In: ISBN 978-3-941357-05-1)
- Katalog zur Künker Auktion 253 am 4. Oktober 2014 - Orden und Ehrenzeichen. 10. Ordensauktion des Hauses Künker - U. a. die Sammlung Friedhelm Beyreiß, Oldenburg, sowie bedeutende Sammlungen Italien, Rußland und Skandinavien. ISBN 978-3-941357-05-1.

### Andere
- Von Hus zu Luther. Versuch einer einführenden soziologisch-theologischen Betrachtung. in: Reformatio in Numis. Die Reformation auf Münzen und Medaillen. München 2014.

### Orden von Personen
In: Deutsche Gesellschaft für Ordenskunde (Hg.): Orden und Ehrenzeichen. Das Magazin für Freunde der Phaleristik:
- T. E. Lawrence, 52 (2007). S. 9.
- Hermann Josef Abs, 53 (2008), S. 55 und 56 (2008), S. 218.
- Josef Stalin, 65 (2010), S. 51.
- Konrad Adenauer, 71 (2011), S. 48–49.
- Winston Churchill, 72 (2011), S. 104–105.
- Otto von Habsburg, 74 (2011), S. 222–223.
- Napoléon III., 82 (2012), S. 344–345.
- Carl Gustaf Emil Mannerheim, 83 (2013), S. 47–49.